# Riedholzer Kugel
Die Riedholzer Kugel ist ein 1065 m ü. NHN hoher Berg der Nagelfluhhöhen und Senken zwischen Bodensee und Wertach, die zwischen Adelegg und Allgäuer Alpen liegen. Er liegt im Gemeindegebiet von Grünenbach und Maierhöfen im Nordosten des Landkreises Lindau im Regierungsbezirk Schwaben in  Bayern. Der Gipfel liegt auf Grünenbacher Gebiet.

## Lage und Geologie
Der Berg liegt etwa 6,5 Kilometer südsüdöstlich von Isny, zwei Kilometer südöstlich von Maierhöfen und etwas ostsüdöstlich des Ortsteils Riedholz der Gemeinde Maierhöfen. Ihr Südwestausläufer ist der Iberg (ca. 960 m ü. NHN) und ihr nordöstlicher Nebengipfel die Iberger Kugel ( 1049,4 m ü. NHN).
Am Westfuß der Riedholzer Kugel erstreckt sich der Eistobel, eine Schlucht des Flusses Obere Argen mit dem gleichnamigen Naturschutzgebiet.

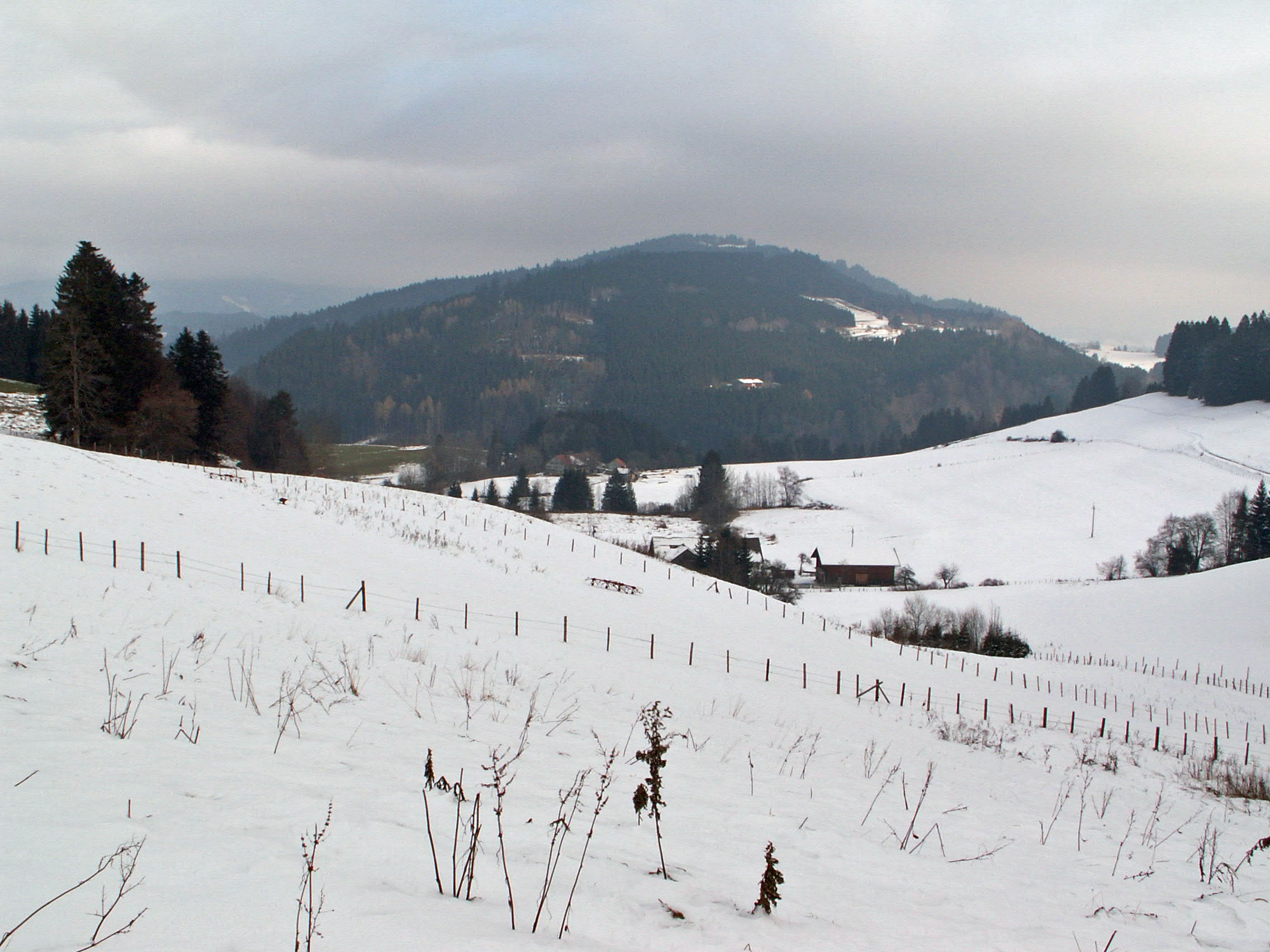
Riedholzer Kugel von Südwesten bei Motzgatsried

Die Riedholzer Kugel ist Teil einer Kette aus Nagelfluh-Schichtkämmen, die sich vom Sonneneck (bis 1106 m) über die Kugel, den Laubenberg (919 m) und den Balzenberg  (921 m) zum Sulzberg (1040 m) an der Grenze zu Vorarlberg nach Südwesten zieht.

## Trivia

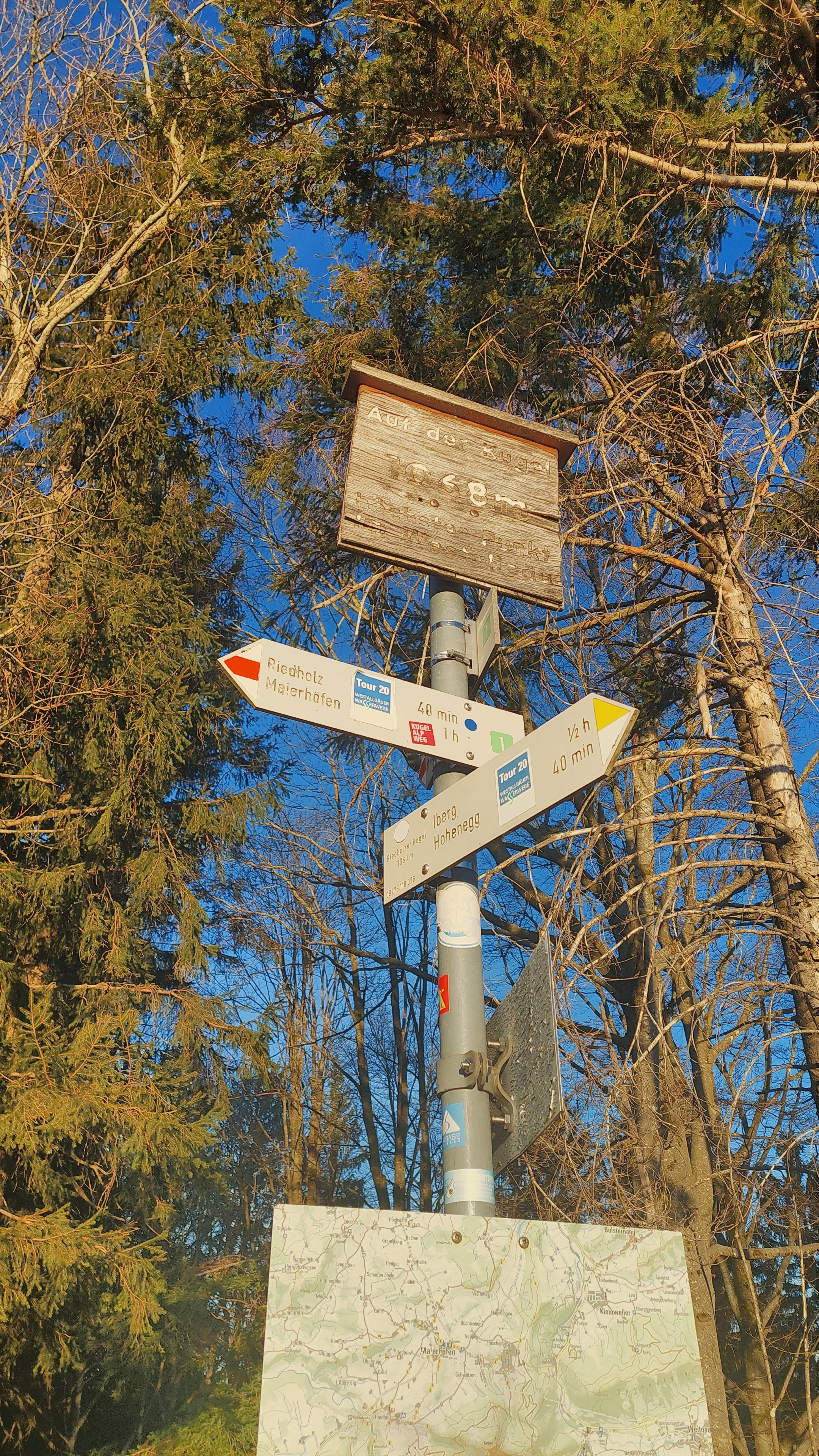
Hinweisschild auf der Riedholzer Kugel

Ein Hinweisschild auf dem Gipfel des Bergs weist auf den höchsten Punkt im Westallgäu hin. Jedoch ist die Kalzhofner Höhe ⊙ im Gemeindegebiet von Stiefenhofen mit 1118 m ü. NHN höher. Einerseits ist diese ein Nebengipfel der Salmaser Höhe und kann daher, je nach Definition der Nordgrenze der Alpen, auch als Teil der Allgäuer Alpen betrachtet werden. Andererseits zählt die Gemeinde Stiefenhofen zum Bayerischen Westallgäu. Mit Berücksichtigung des Württembergischen Allgäus bei der Definition des Westallgäus, liegen auch einige Erhebungen der Adelegg, beispielsweise der Schwarze Grat (1118,5 m ü. NHN), höher als die Riedholzer Kugel.